# تاريخ الإنتروبيا
تطور مفهوم الإنتروبيا استجابةً للمراقبة التي أوضحت أن كمية معينة من الطاقة الوظيفية المنبعثة من التفاعلات المصاحبة لعملية الاحتراق لا تتحول إلى شغل مفيد بسبب التبديد أو الاحتكاك. كانت المحركات التي تعمل بالطاقة الحرارية الأولى، مثل ذلك الخاص بتوماس سيفري (1698)، ومحرك نيوكومن (1769)، والمحرك البخاري ذو العجلات ثلاثية، غير فعالة، إذ كانت تحول أقل من 2% من مدخلات الطاقة إلى حصيلة شغل مفيدة؛ كان هناك قدر كبير من الطاقة المفيدة يتبدد أو يضيع. خلال القرنين التاليين، استقصى الفيزيائيون لغز ضياع الطاقة؛ كانت نتيجة ذلك هي مفهوم «الإنتروبيا» (القصور الحراري).
في أوائل خمسينيات القرن التاسع عشر، وضع رودولف كلاوزيوس مفهوم نظام التحريك الحراري، و طرح حجة تنص على أنه في أي عملية غير عكوسة لا غنى عنها، تتبدد كمية صغيرة من الطاقة الحرارية δQ عبر حدود النظام. واصل كلاوزيوس وضع أفكاره حول الطاقة المفقودة وأطلق مصطلح الإنتروبيا.
منذ منتصف القرن العشرين، وُجد مفهوم الإنتروبيا وصارت له تطبيقات في مجال نظرية المعلومات، إذ وُصف فقدان مماثل للبيانات في نظم نقل المعلومات.

## وجهات النظر الديناميكية الحرارية الكلاسيكية
في عام 1803، نشر عالم الرياضيات لازار كارنو كتابًا بعنوان المبادئ الأساسية للتوازن والحركة. تضمن هذا العمل مناقشات بخصوص فعالية الآلات الأساسية مثل البكرات والآلات ذات السطوح المنحدرة. وضع لازار كارنو من خلال تفاصيل الآليات مناقشة عامة بهدف الحفاظ على الطاقة الميكانيكية، إذ اعتُبرت نظرية لازار كارنو على مدار العقود الثلاثة التالية بيانًا ينص على أن أي تسارع وصدمات للأجزاء المتحركة تمثل جميعها خسائر في النشاط اللحظي، أي في إنجاز شغل مفيد. ومن ذلك استنتج لازار أن الحركة الدائمة كانت مستحيلة. كانت خسارة النشاط اللحظي أول بيان بدائي في قانون الديناميكا الحراري الثاني ومفهوم «تحول الطاقة» أو الإنتروبيا، أي الطاقة المفقودة بسبب التبدد والاحتكاك.
توفي لازار كارنو في المنفى في عام 1823، خلال العام التالي، ألّف سعدي كارنو نجل لازار، المتخرج في المدرسة المتعددة التكنولوجيّة ولكنه يعيش الآن بنصف الأجر مع شقيقه هيبوليت في شقة صغيرة في باريس، كتاب تأملات في القدرة الدافعة للنار. تصور سعدي في هذا الكتاب محرك كارنو الحراري، إذ يمكن فيه إعادة أي حرارة (أي نظرية السيال الحراري) إلى عملها عن طريق عكس حركة الدورة، وهذا مفهوم عُرف لاحقًا باسم عكوسية الديناميكا الحرارية. بناءً على عمل والده، افترض سعدي مفهوم «الفقدان الدائم للسيال الحراري» في عملية التحويل إلى شغل، حتى في محركه الحراري العكوس المثالي، الذي يستبعد خسائر الاحتكاك والخسائر الأخرى بسبب النواقص في أي آلة حقيقة. اكتشف أيضًا أن هذه الفعاليات المثالية تعتمد فقط على درجات حرارة الخزانات الحرارية التي يعمل بها المحرك لا على أنواع سوائل التشغيل. لم تدرك المحركات الحرارية الحقيقية جميعها عكوسية دورة كارنو، وكان يُحكم عليها بأنها أقل فعالية. كانت هذه الخسارة من السيال الحراري القابل للاستخدام شكلًا أوليًا من الزيادة في الإنتروبيا كما يُعرف في الوقت الحالي. على الرغم من صياغتها في ظل نظرية السيال الحراري، بدلًا من الإنتروبيا، كانت هذه فكرة أولية عن قانون الديناميكا الحراري الثاني.

## تعريف عام 1854

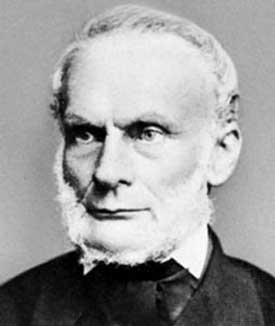
رودولف كلاوزيوس - مُبدع مفهوم «الإنتروبيا»

في مذكراته لعام 1854، طور كلاوزيوس أولًا مفهومَي الشغل الداخلي، أي «ما تمارسه ذرات الجسم بعضها على بعض»، والشغل الخارجي، أي «ما ينشأ عن تأثيرات خارجية قد يتعرض لها الجسم»، واللذين يمكن تطبيقهما على جسم عامل من مائع أو غاز، ويشغل عادةً مكبسًا هيدروليكيًا. ثم يناقش كلاوزيوس الفئات الثلاث التي يمكن تقسيم الحرارة Q إليها:
1. الحرارة المستخدمة في زيادة الحرارة الموجودة في الجسم.
2. الحرارة المستخدمة في إنتاج الشغل الداخلي.
3. الحرارة المستخدمة في إنتاج الشغل الخارجي.

استنادًا إلى الأساس المنطقي، وبعد بيان حسابي لـ النظرية الأساسية الأولى، قدم كلاوزيوس أول صياغة حسابية للإنتروبيا، على الرغم من أنه أطلق عليها «قيمة التكافؤ» في هذه المرحلة من تطور نظرياته، ربما كان يشير إلى مصطلح «المكافئ الميكانيكي للحرارة» الذي كان قيد التطوير بدلًا من الإنتروبيا، وهو مصطلح من المفترض أن يدخل في حيز الاستخدام لاحقًا. صرح كلاوزيوس:
تنص النظرية الأساسية الثانية في النظرية الميكانيكية للحرارة على:
إذا كان هناك تحولان يمكن استبدال أحدهما بالآخر دون الحاجة إلى أي تغيير آخر، فإن توليد كمية الحرارة Q من شغل في درجة الحرارة T1، يملك قيمة التكافؤ:
{\displaystyle {\frac {Q}{T}}}
وإن مرور كمية الحرارة Q من درجة الحرارة T1 إلى درجة الحرارة T2، يملك قيمة التكافؤ:
{\displaystyle Q\left({\frac {1}{T_{2}}}-{\frac {1}{T_{1}}}\right)}

حيث T1  تدل على درجة حرارة تكون مستقلة عن طبيعة العملية التي يتم بواسطتها التحول.
في المصطلحات الحديثة، نفكر في قيمة التكافؤ هذه مثل «الإنتروبيا» التي يرمز لها بالحرف S. باستخدام الوصف المذكور أعلاه، يمكننا حساب التغيير في الإنتروبيا SΔ لمرور كمية الحرارة Q من درجة الحرارة T1، من خلال «جسم عامل» من مائع (انظر محرك حراري)، كان نموذجيًا جسمًا من بخار، إلى درجة حرارة T2  كما هو موضح أدناه:
إذا أجرينا التالي:
{\displaystyle S={\frac {Q}{T}}}
إذن، يكون تغير الإنتروبيا أو «قيمة التكافؤ» لهذا التحول هو:
{\displaystyle \Delta S=S_{\rm {final}}-S_{\rm {initial}}\,}
الذي يساوي:
{\displaystyle \Delta S=\left({\frac {Q}{T_{2}}}-{\frac {Q}{T_{1}}}\right)}
وبإخراج العامل Q، يصبح لدينا النموذج التالي، كما استخلصه كلاوزيوس:
{\displaystyle \Delta S=Q\left({\frac {1}{T_{2}}}-{\frac {1}{T_{1}}}\right)}

## تعريف عام 1856
في عام 1856، ذكر كلاوزيوس ما أطلق عليه «النظرية الثانية في نظرية الحرارة الميكانيكية» في الشكل الآتي:
{\displaystyle \int {\frac {\delta Q}{T}}=-N}
حيث N هي «قيمة التكافؤ» لجميع التحولات التي تشارك في عملية دورية دون تعويض. كانت قيمة التكافؤ هذه صياغة مسبقة لمفهوم الإنتروبيا.

## تعريف عام 1862
ذكر كلاوزيوس ما أطلق عليه «نظرية قيمة التكافؤ في التحولات»، أو ما يُعرف اليوم باسم القانون الثاني للديناميكا الحرارية، على هذا النحو:
لا يمكن أن يكون المجموع الجبري لجميع التحولات التي تحدث في عملية دورية إلا موجبًا أو، كحالة قصوى، لا يساوي شيئًا.
من الناحية الكمية، يقول كلاوزيوس إن التعبير الرياضي لهذه النظرية هو كما يلي.
ليكن δQ عنصرًا من عناصر الحرارة التي يفقدها الجسم لصالح أي خزان حراري في أثناء تغيراته الخاصة، وهي حرارة قد تُمتص من خزان يُعتبر سالبًا هنا، ولتكنT  درجة حرارة الجسم المطلقة في لحظة فقدان حرارتها، فالمعادلة:
{\displaystyle \int {\frac {\delta Q}{T}}=0}
يجب أن تكون صحيحة لكل عملية دورية عكوسة، والعلاقة:
{\displaystyle \int {\frac {\delta Q}{T}}\geq 0}
يجب أن تكون صالحة لكل عملية دورية ممكنة بأي شكل من الأشكال.
كان هذا صيغة أولية للقانون الثاني وأحد الأشكال الأصلية لمفهوم الإنتروبيا.

## تعريف عام 1865
أطلق كلاوزيوس على مصطلح فقدان الحرارة غير العكوس، أو ما كان يطلق عليه سابقًا «قيمة التكافؤ»، اسمًا جديدًا:
أقترحُ أن تُؤخذ S من الكلمات اليونانية، «en-tropie» ]اتجاه جوهري[. لقد اخترت عمدًا كلمة الإنتروبيا لتكون مماثلة قدر الإمكان لكلمة الطاقة: ترتبط الكميتان المراد تسميتهما بهاتين الكلمتين ارتباطًا وثيقًا في الأهمية المادية، إذ يبدو أن هناك تشابهًا معينًا في اسميهما.
لم يحدد كلاوزيوس سبب اختياره الرمز «S» لتمثيل الإنترويبا، ومن المؤكد أنه ليس صحيحًا أن كلاوزيوس اختار «S» تكريمًا لسعدي كارنو، إذ نادرًا ما تُستخدم أسماء العلماء بهذه الطريقة إن لم يكن مطلقًا.

## تطورات لاحقة
في عام 1876، اقترح الفيزيائي جوزيه ويلارد غيبس استنادًا إلى أعمال كلاوزيوس وهيرمان فون هيلمهولتز وآخرين أن قياس «الطاقة المتاحة» ΔG في نظام ديناميكي حراري يمكن حسابه رياضيًا عن طريق طرح «فقدان الطاقة» TΔS من إجمالي الطاقة المتغيرة للنظام ΔH. استمر تطوير هذه المفاهيم من قبل جيمس كليرك ماكسويل [1871] وماكس بلانك [1903].

## وجهات النظر الديناميكية الحرارية الإحصائية
في عام 1877، وضع لودفيغ بولتزمان تقييمًا ميكانيكيًا إحصائيًا للإنتروبيا S لجسم يعطي التوازن الديناميكي الحراري الداخلي. يمكن كتابتها على النحو التالي:
{\displaystyle S=k_{\rm {B}}\ln \Omega \!}
حيث:
يشير kB إلى ثابت بولتزمان
يدل Ω على عدد الترددات بما يتفق مع ترددات التوازن الكلي.
لم يكتب بولتزمان هذه الصيغة معبرًا عنها بالثابتة المسماة kB، والتي ترجع إلى قراءة بلانك حول بولتزمان.
رأى بولتزمان أن الإنتروبيا هي مقياس «للارتباك» أو الاضطراب الإحصائي. سرعان ما غيّر جوزيه ويلارد جيبس هذا المفهوم، وهو يُعد اليوم أحد الأركان الأساسية في نظرية الميكانيكا الإحصائية.
اكتسب إرفين شرودنغر منفعة من عمل بولتزمان في كتابه الذي حمل عنوان ما هي الحياة؟، لتوضيح سبب وجود أخطاء مكررة في الأنظمة الحية مقارنةً بما يمكن توقعه من الديناميكا الحرارية الإحصائية. استخدم شرودنغر معادلة بولتزمان بشكل مختلف لإظهار زيادة الإنتروبيا
{\displaystyle S=k_{\rm {B}}\ln D\!}
حيث D هي عدد حالات الطاقة الممكنة في النظام والذي يمكن ملؤه عشوائيًا بالطاقة، وقد افترضَ انخفاضًا موضعيًا في الإنتروبيا للأنظمة الحية، إذ يمثل (1/D) عدد الحالات التي تُمنع من التوزع العشوائي، كما يحدث في تكرار القانون الوراثي.
{\displaystyle -S=k_{\rm {B}}\ln(1/D)\!}
يُعد فصل شرودنغر عن حالات الطاقة العشوائية وغير العشوائية واحدًا من التفسيرات القليلة التي تدل على سبب انخفاض معدل الإنتروبيا في الماضي، ولكنه يزداد باستمرار في الوقت الحالي، إذ طُرح اقتراحه ليكون تفسيرًا للانخفاض الموضعي للإنتروبيا في الطاقة الإشعاعية مع التركيز على المعاكسات المكافئة ومن خلال التيار المظلم في الثنائيات الذي قد ينتهك الديناميكا الحرارية الإحصائية.

## نظرية المعلومات
من مناظرات الإنتروبيا الديناميكية الحرارية إنتروبيا المعلومات. في عام 1948، أثناء العمل في معامل شركة بيل للهاتف، وضع المهندس الكهربائي كلود شانون تحديد الطبيعة الإحصائية للمعلومات المفقودة في إشارات خط الهاتف. وللقيام بذلك، طور شانون المفهوم العام لإنتروبيا المعلومات وهو يُعد أحد الأركان الأساسية لنظرية المعلومات. على الرغم من تفاوت القصة، لم يدرك شانون في البداية التشابه الوثيق بين عمله الجديد والعمل السابق في الديناميكا الحرارية. في عام 1939، وعندما كان شانون يعمل على معادلاته، ذهب لزيارة عالم الرياضيات جون فون نيومان. في أثناء مناقشاتهم حول ما ينبغي أن يطلق عليه شانون «مقياس عدم اليقين» أو التوهين في إشارات خط الهاتف مع الإشارة إلى نظرية المعلومات الجديدة، وفقًا لمصدر واحد:
كان أهم اهتماماتي هو ماذا يمكن تسميتها. فكرت أن أطلق عليها «معلومات»، لكن هذه الكلمة استُخدمت بشكل كبير، لذلك قررت أن اسميها «عدم اليقين». عندما ناقشت الأمر مع جون فون نيومان كانت لديه فكرة أفضل. أخبرني فون نيومان بأنه يجب تسميتها «إنتروبيا» لسببين: أولًا، لقد استُخدمت مهمة عدم اليقين الخاصة بك في الميكانيكا الإحصائية، لذلك فهي تملك اسمًا بالفعل. ثانيًا وهو الأهم، لا أحد يعرف ما هي حقيقة كلمة «إنتروبيا»، لذلك سيكون لديك أفضلية في النقاش دائمًا.